# Bezirksliga Niederschlesien 1940/41
Die Bezirksliga Niederschlesien 1940/41 (ab diesem Jahr 1. Klasse Niederschlesien) war die achte Spielzeit der Bezirksliga Niederschlesien. Sie diente, neben der Bezirksliga Mittelschlesien 1940/41, der Bezirksliga Oberschlesien Ost 1940/41 und der Bezirksliga Oberschlesien West 1940/41 als eine von vier zweitklassigen Bezirksligen dem Unterbau der Gauliga Schlesien. Die Meister der vier Bezirksklassen qualifizierten sich für eine Aufstiegsrunde, in der die Aufsteiger zur Gauliga ausgespielt wurden.
Die Bezirksliga Niederschlesien war in dieser Saison in zwei Gruppen mit acht, bzw. zehn Mannschaften eingeteilt, deren Sieger in zwei Finalspielen den Bezirksmeister ausspielten. Am Ende sicherte sich der WSV Liegnitz die Bezirksmeisterschaft im Finale gegen Gelb-Weiß Görlitz und nahm dadurch an der Aufstiegsrunde zur Gauliga Schlesien 1941/42 teil. Da beschlossen wurde, die Gauliga Schlesien zur nächsten Saison in die Gauliga Niederschlesien und die Gauliga Oberschlesien aufzuteilen, stiegen alle Mannschaften aus dieser Aufstiegsrunde auf. Zusätzlich durften dadurch der unterlegene Finalist Niederschlesiens, Gelb-Weiß Görlitz, sowie der Zweitplatzierte aus der Gruppe des niederschlesischen Bezirksmeisters, TuSpo Liegnitz zur nächsten Saison in die Gauliga Niederschlesien aufsteigen.

## Abteilung 1

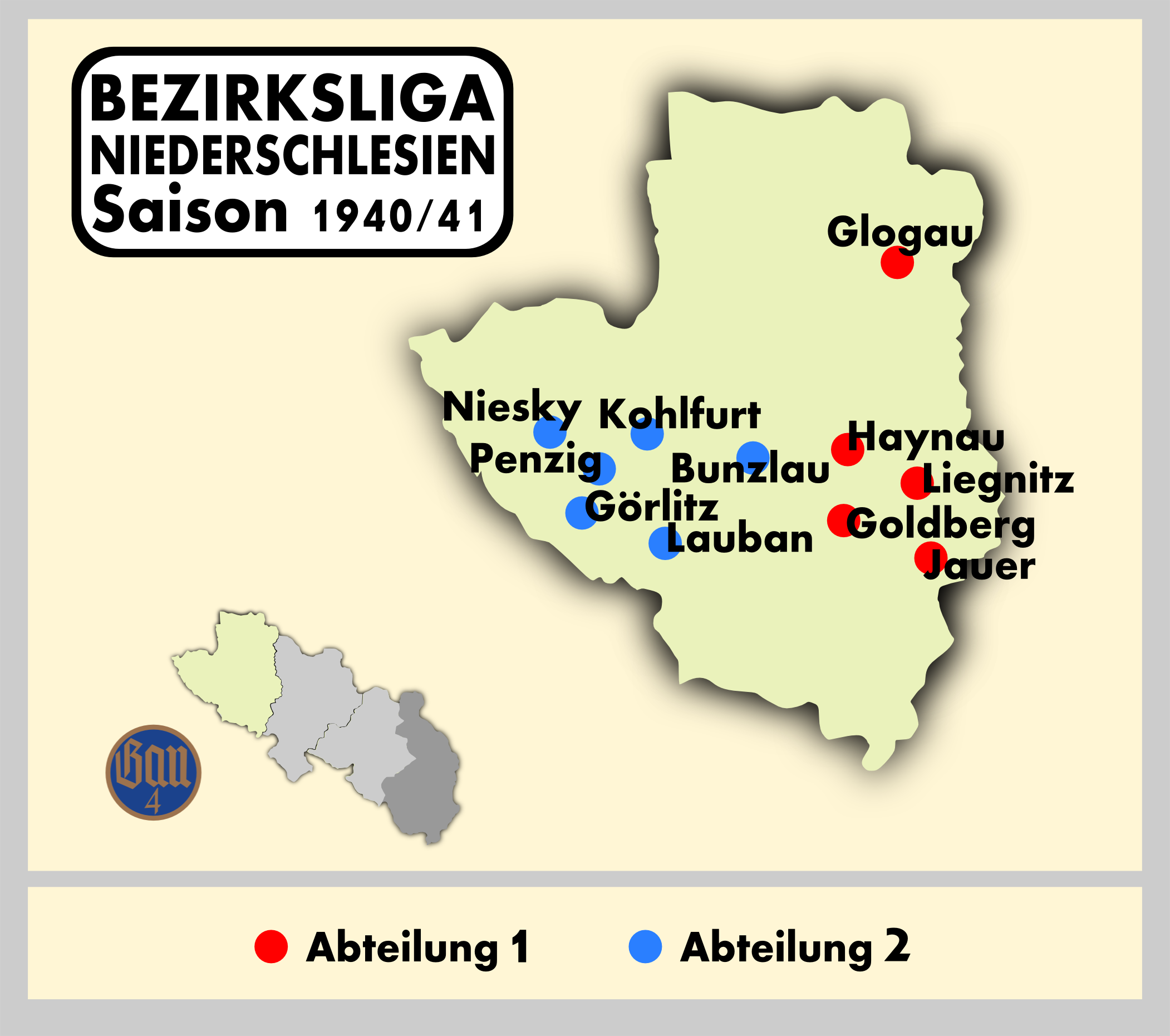
Spielorte der Bezirksliga Niederschlesien 1940/41.

| Pl. | Verein                   | Sp. | S | U | N | Tore    | Quote | Punkte |
| --- | ------------------------ | --- | - | - | - | ------- | ----- | ------ |
| 1.  | WSV Liegnitz (N)         | 10  | 8 | 1 | 1 | 046:100 | 4,60  | 17:30  |
| 2.  | TuSpo Liegnitz (A)       | 10  | 6 | 0 | 4 | 031:280 | 1,11  | 12:80  |
| 3.  | SC Preußen 1911 Glogau A | 8   | 4 | 1 | 3 | 020:160 | 1,25  | 09:70  |
| 4.  | TSV Schlesien Haynau     | 9   | 3 | 1 | 5 | 012:280 | 0,43  | 07:11  |
| 5.  | SC Jauer                 | 8   | 2 | 1 | 5 | 015:190 | 0,79  | 05:11  |
| 6.  | Post-SV Liegnitz         | 9   | 2 | 0 | 7 | 010:330 | 0,30  | 04:14  |
| 7.  | RSG Liegnitz B (N)       | 0   | 0 | 0 | 0 | 000:000 | 1,00  | 0:0    |
| 8.  | FC Preußen Goldberg B    | 0   | 0 | 0 | 0 | 000:000 | 1,00  | 0:0    |

| (A) | Absteiger aus der Gauliga          |
| (N) | Aufsteiger aus den 1. Kreisklassen |

## Abteilung 2
| Pl. | Verein                    | Sp. | S  | U | N  | Tore    | Quote | Punkte |
| --- | ------------------------- | --- | -- | - | -- | ------- | ----- | ------ |
| 1.  | Gelb-Weiß Görlitz         | 17  | 14 | 3 | 0  | 069:280 | 2,46  | 31:30  |
| 2.  | ATV Penzig                | 16  | 11 | 1 | 4  | 055:310 | 1,77  | 23:90  |
| 3.  | STC Görlitz (A)           | 16  | 9  | 2 | 5  | 056:250 | 2,24  | 20:12  |
| 4.  | SSVgg Bunzlau             | 16  | 8  | 4 | 4  | 051:350 | 1,46  | 20:12  |
| 5.  | SV Germania Görlitz A (N) | 16  | 7  | 0 | 9  | 038:560 | 0,68  | 14:18  |
| 6.  | Reichsbahn SG Görlitz     | 18  | 6  | 2 | 10 | 055:540 | 1,02  | 14:22  |
| 7.  | LSV Görlitz (N)           | 17  | 6  | 1 | 10 | 050:510 | 0,98  | 13:21  |
| 8.  | Laubaner SV               | 17  | 6  | 1 | 10 | 038:430 | 0,88  | 13:21  |
| 9.  | RSG Kohlfurt (N)          | 14  | 4  | 0 | 10 | 020:680 | 0,29  | 08:20  |
| 10. | TuSV Niesky (N)           | 17  | 3  | 2 | 12 | 024:650 | 0,37  | 08:26  |

| (A) | Absteiger aus der Gauliga          |
| (N) | Aufsteiger aus den 1. Kreisklassen |

## Finale Meisterschaft Bezirksliga
Im Finale um die Meisterschaft in der Bezirksliga trafen der Sieger der Abteilung 2, Gelb-Weiß Görlitz, und der Sieger der Abteilung 1, WSV Liegnitz, aufeinander. Das Hinspiel fand am 4. Mai 1941 in Görlitz, das Rückspiel am 11. Mai 1941 in Liegnitz statt. Liegnitz konnte sich durchsetzten und nahm als niederschlesischer Vertreter erfolgreich an der Aufstiegsrunde zur Gauliga Schlesien 1941/42 teil. Da die Gauliga im nächsten Jahr aufgeteilt wurde, durfte auch Görlitz in die Gauliga Niederschlesien aufsteigen.
|                   | Gesamt |              | Hinspiel | Rückspiel |
| ----------------- | ------ | ------------ | -------- | --------- |
| Gelb-Weiß Görlitz | 1:9    | WSV Liegnitz | 1:7      | 0:2       |